# Kriegergedächtniskapelle (Bad Bayersoien)

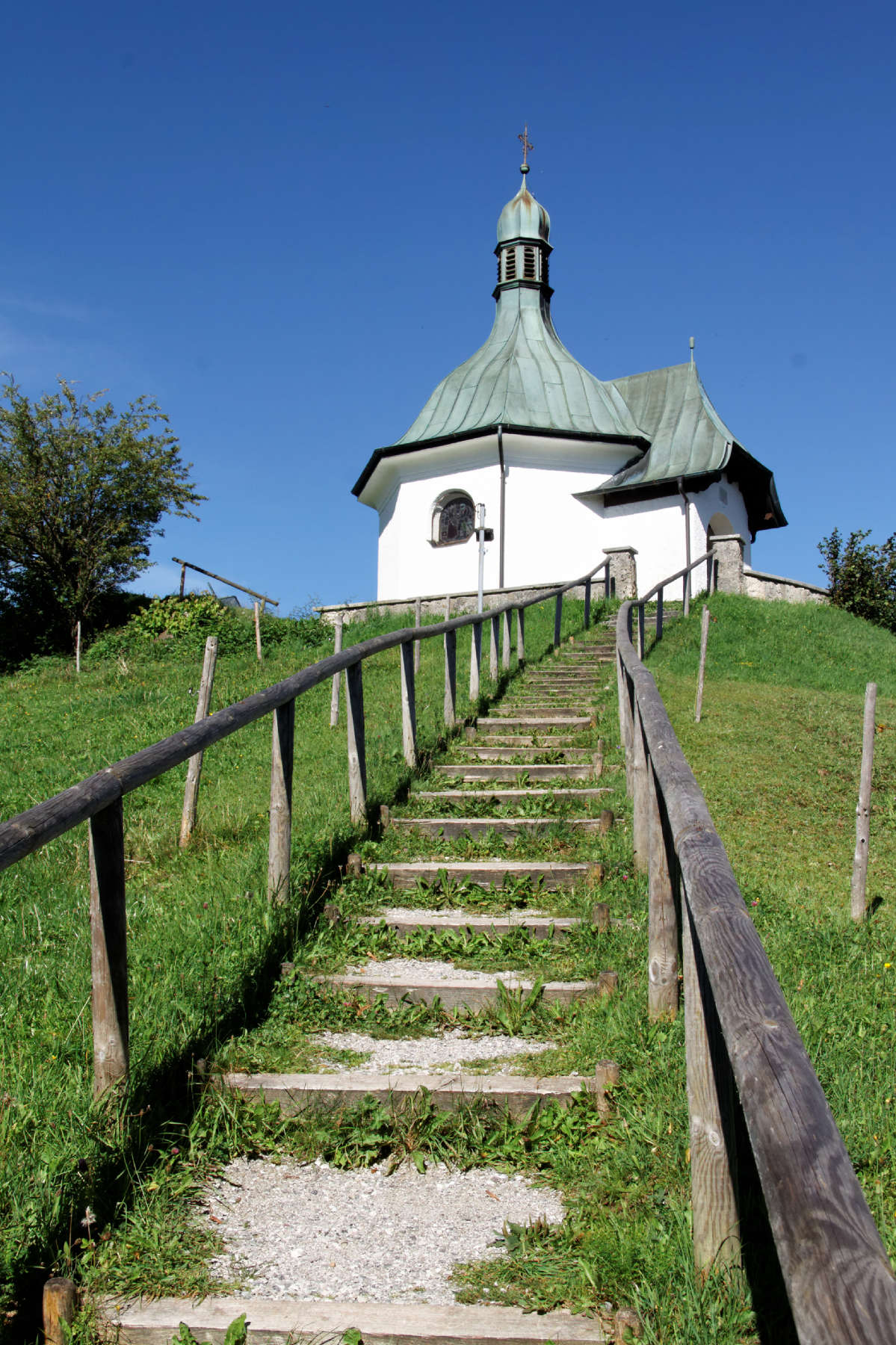
Kriegergedächtniskapelle in Bad Bayersoien

Die Kriegergedächtniskapelle Bad Bayersoien ist eine Kapelle in der oberbayerischen Gemeinde Bad Bayersoien. Sie dient dem Gedenken an die Kriegsgefallenen der Gemeinde. Das Bauwerk ist als Baudenkmal in die Bayerische Denkmalliste eingetragen.

## Lage
Die Kapelle liegt etwa 200 Meter nördlich der Pfarrkirche St. Georg auf dem Südende des Eckbichels, eines etwa 20 Meter hohen Moränenhügels nördlich des Ortszentrums von Bad Bayersoien. Ein Weg mit Holzstufen führt zu der Kapelle hinauf. Von dem von einer niedrigen Mauer umgebenen Vorplatz der Kapelle aus hat man einen guten Ausblick auf den Ort und den Bayersoiener See.

## Geschichte
Die Kapelle wurde 1925 zum Gedenken an die im Ersten Weltkrieg gefallenen Einwohner von Bad Bayersoien errichtet. Als Vorbild diente eine Loretokapelle bei Arras in Frankreich. Nach dem Zweiten Weltkrieg wurden weitere Tafeln mit den Namen der in diesem Krieg Gefallenen ergänzt.
1992 errichteten Heimatvertriebene vor der Kapelle eine Bronzeplakette als Dank dafür, dass die Gemeinde nach dem Zweiten Weltkrieg in jedem der damals etwa 100 Häuser 4 bis 5 Vertriebene aus den Ostgebieten des Deutschen Reiches und dem Sudetenland aufgenommen hatte.

## Beschreibung
Die Kapelle ist ein achteckiger Bau mit einer Breite und Tiefe von etwa sechs Metern. Sie trägt ein geschwungenes Zeltdach mit Laterne. Auf der Südseite ist ihr ein rechteckiger offener Eingangsvorbau mit Walmdach vorgelagert.
In dem überkuppelten Innenraum zeigt ein Deckenfresko in der Mitte die Muttergottes und am Rand Szenen, die mit dem Krieg im Zusammenhang stehen. Die seitlichen Wände haben je ein Farbglasfenster, die die Motive "Abschied" und "Wiederkehr" darstellen. Das Altarbild zeigt das Martyrium des heiligen Sebastian. Gedenktafel an den Schrägseiten der Kapelle erinnern an die Gefallenen der Napoleonischen Kriege und der beiden Weltkriege. Weitere Gedenktafeln in dem offenen Vorbau erinnern an die verstorbenen Veteranen des Zweiten Weltkriegs.

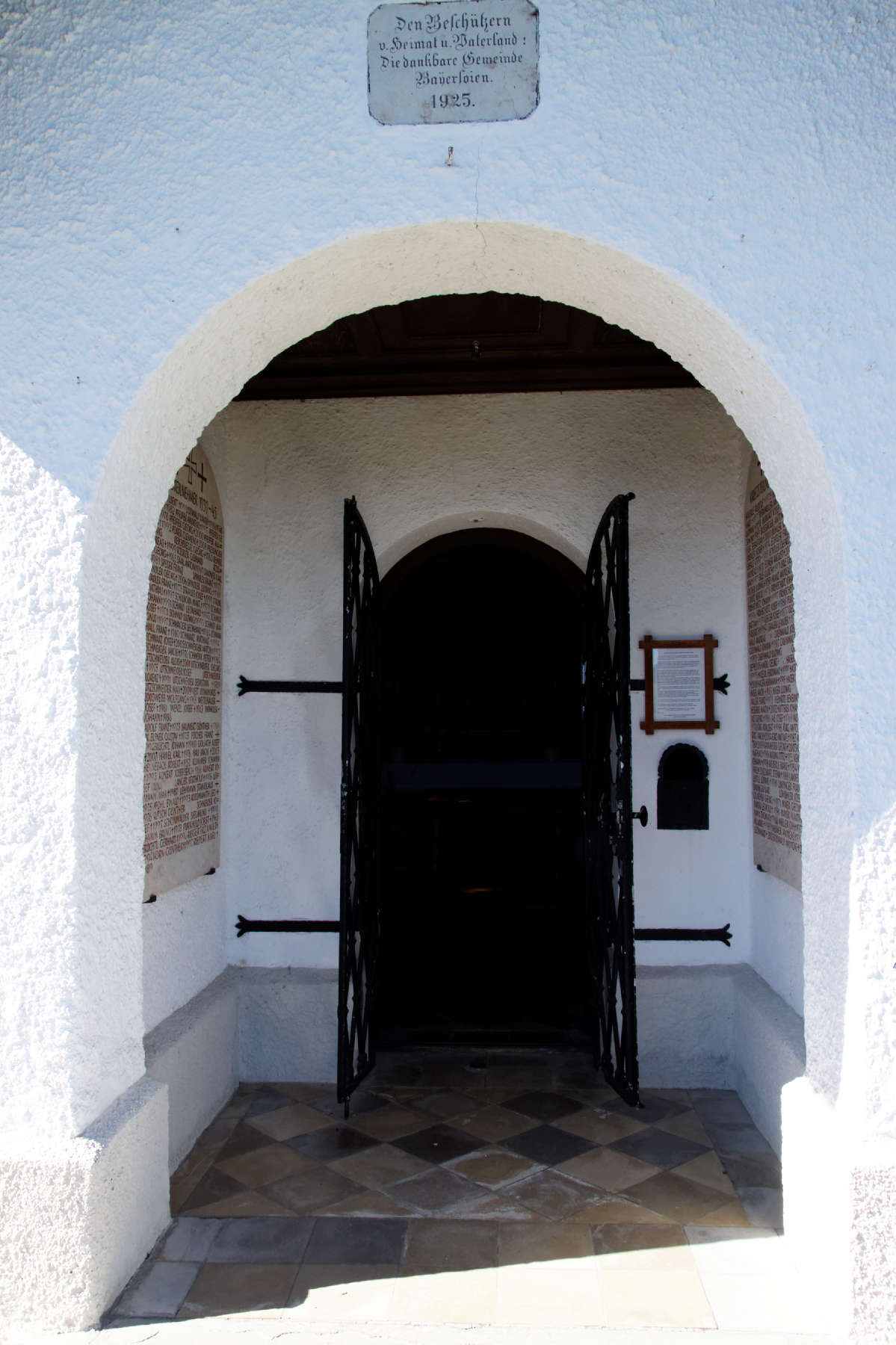
Vorbau
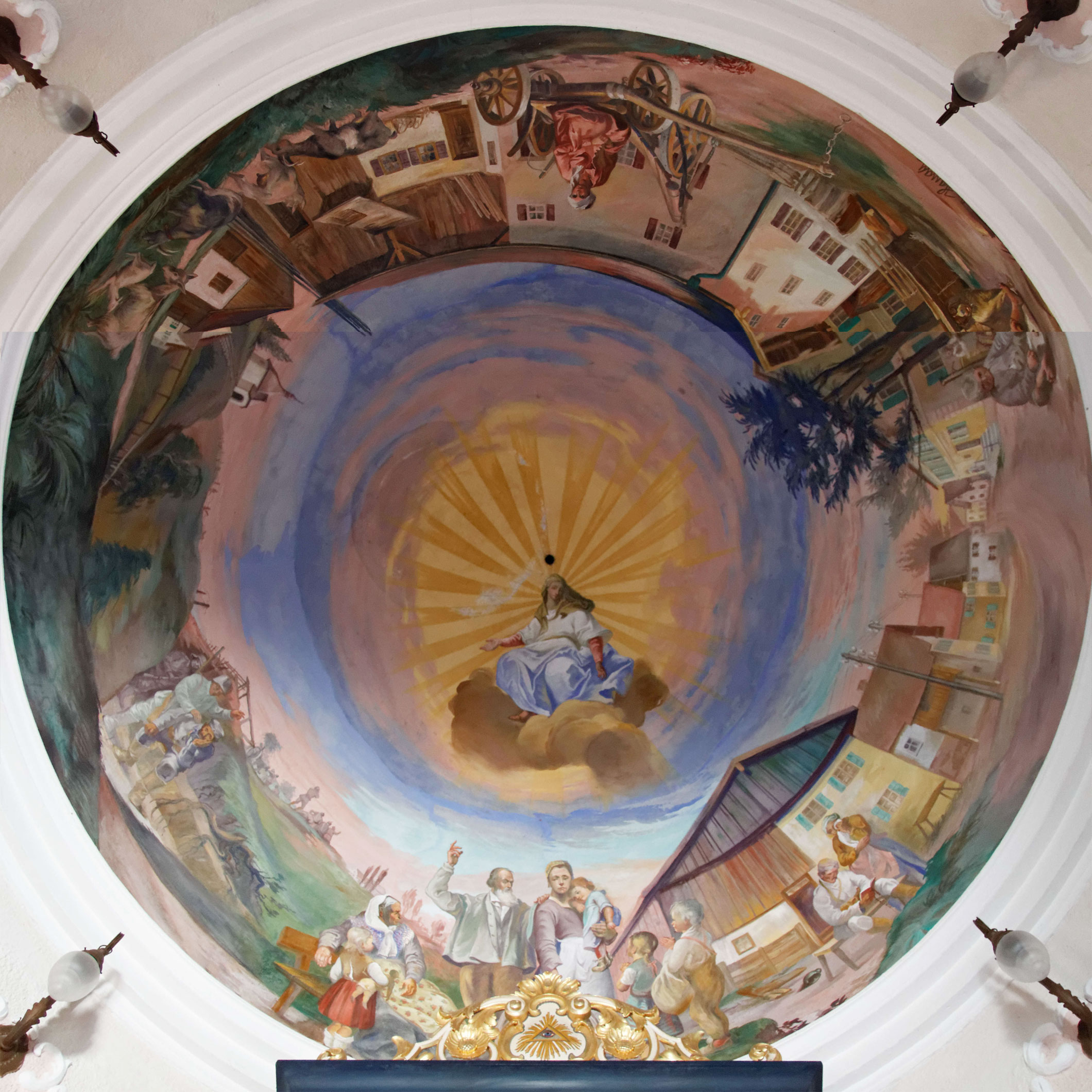
Deckenfresko
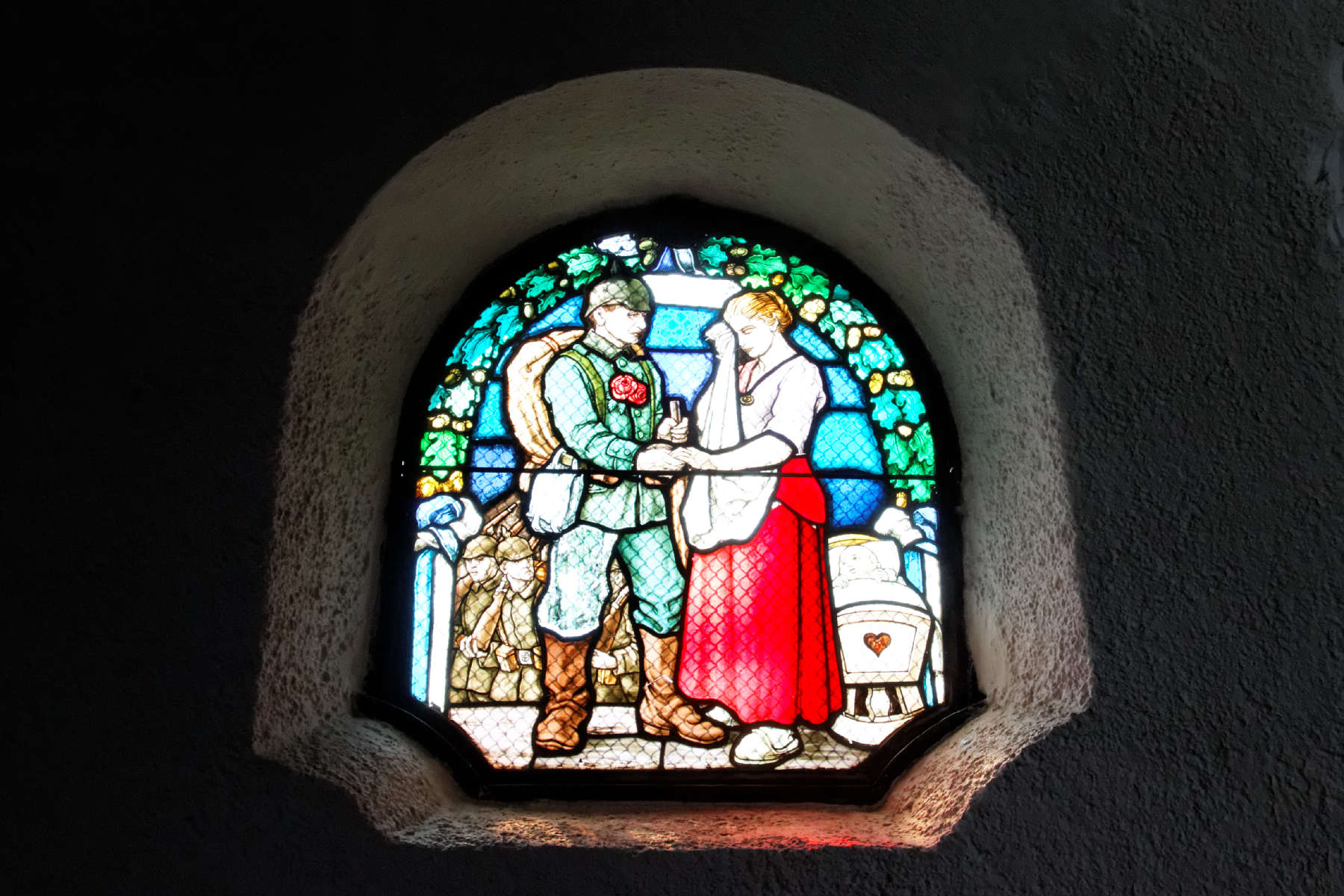
Fenster "Abschied"
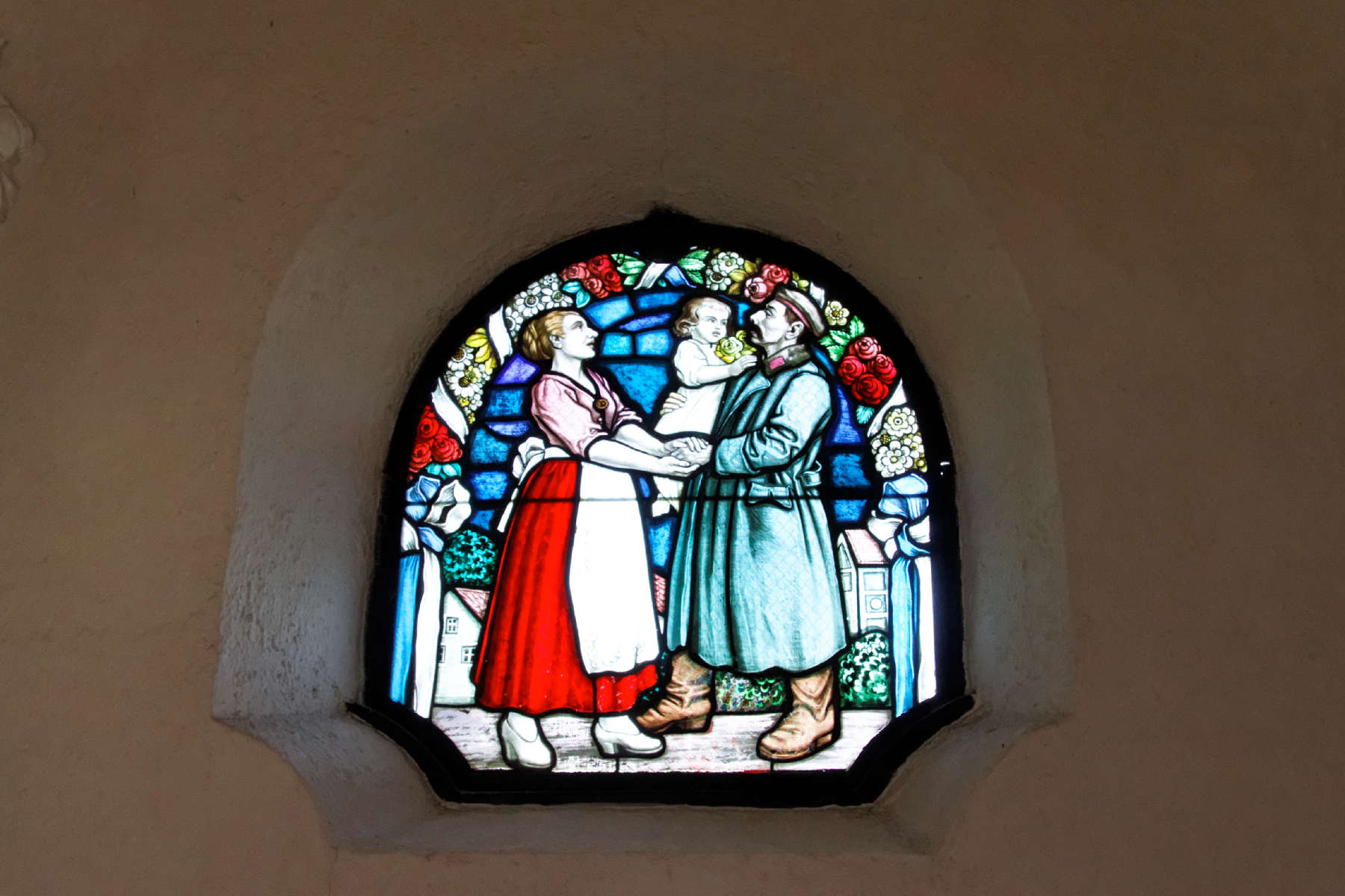
Fenster "Heimkehr"
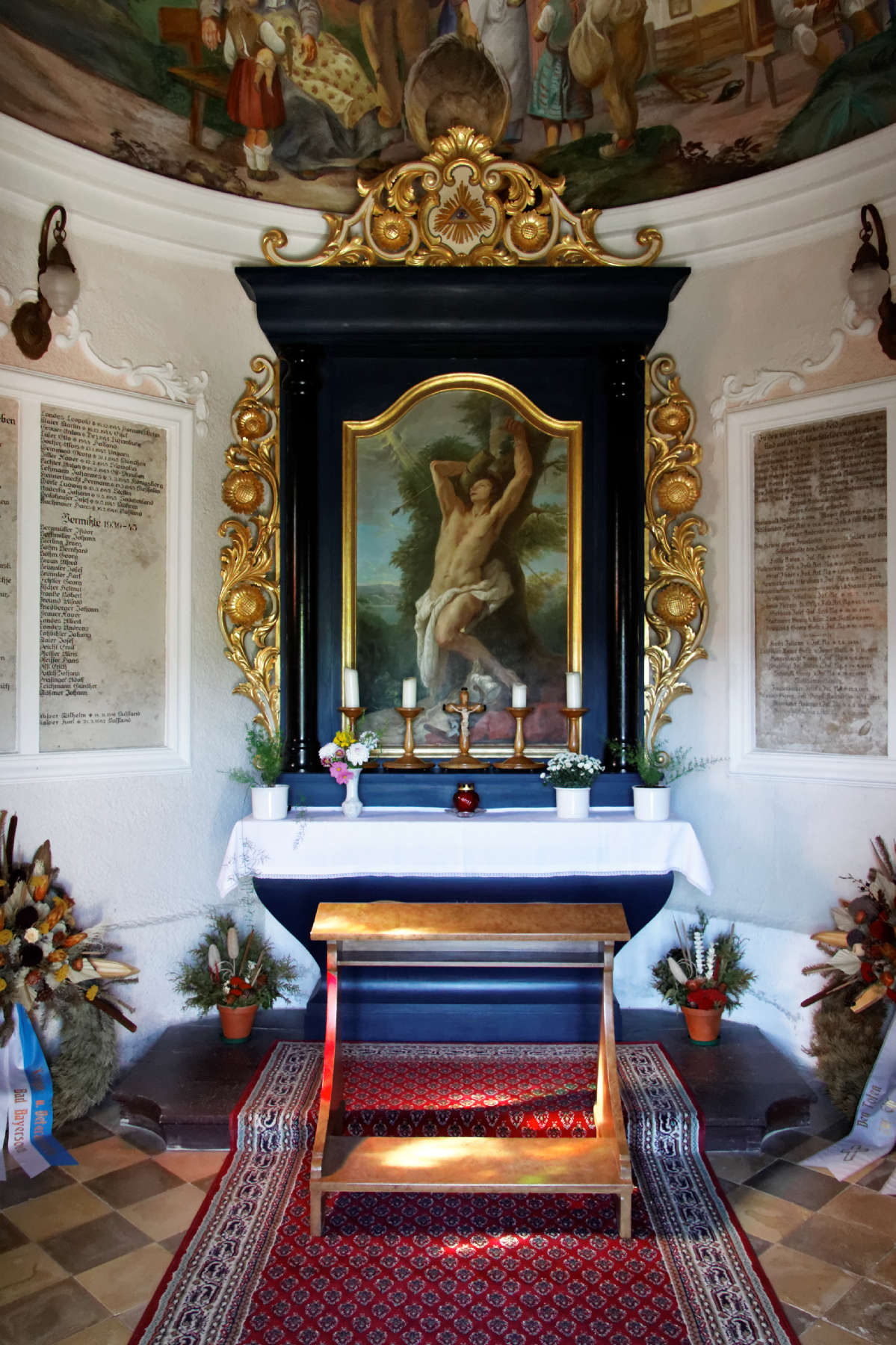
Altar
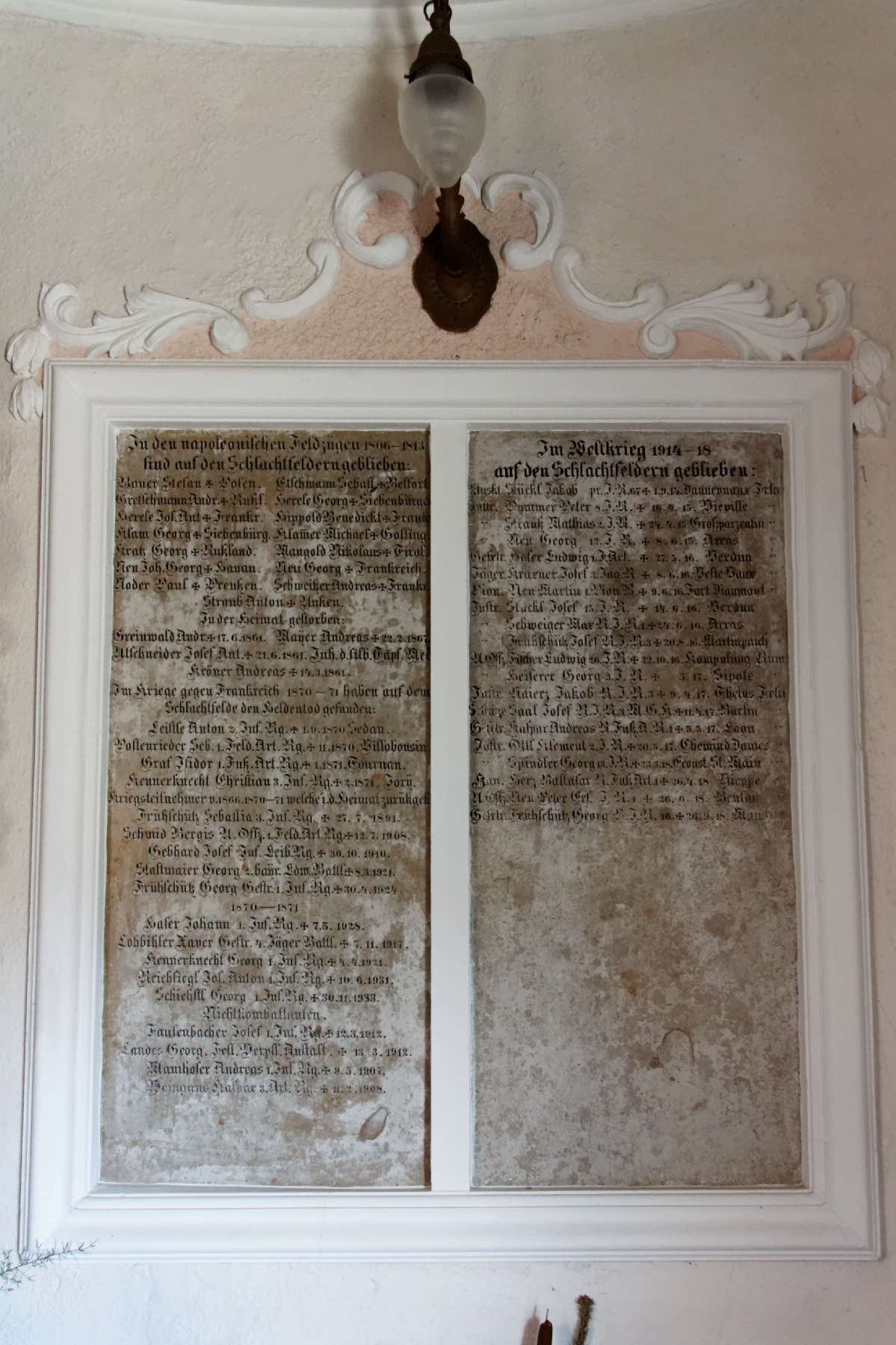
Gedenktafel